# Muhamed Seferi
Muhamed Seferi (Suiza, 30 de agosto de 1995) es un futbolista suizo de origen macedonio. Juega de mediocampista y su actual equipo es el FC Wohlen de la Challenge League.

## Clubes
| Club      | País  | Año           |
| --------- | ----- | ------------- |
| FC Wohlen | Suiza | 2013-presente |